# 투심 속구

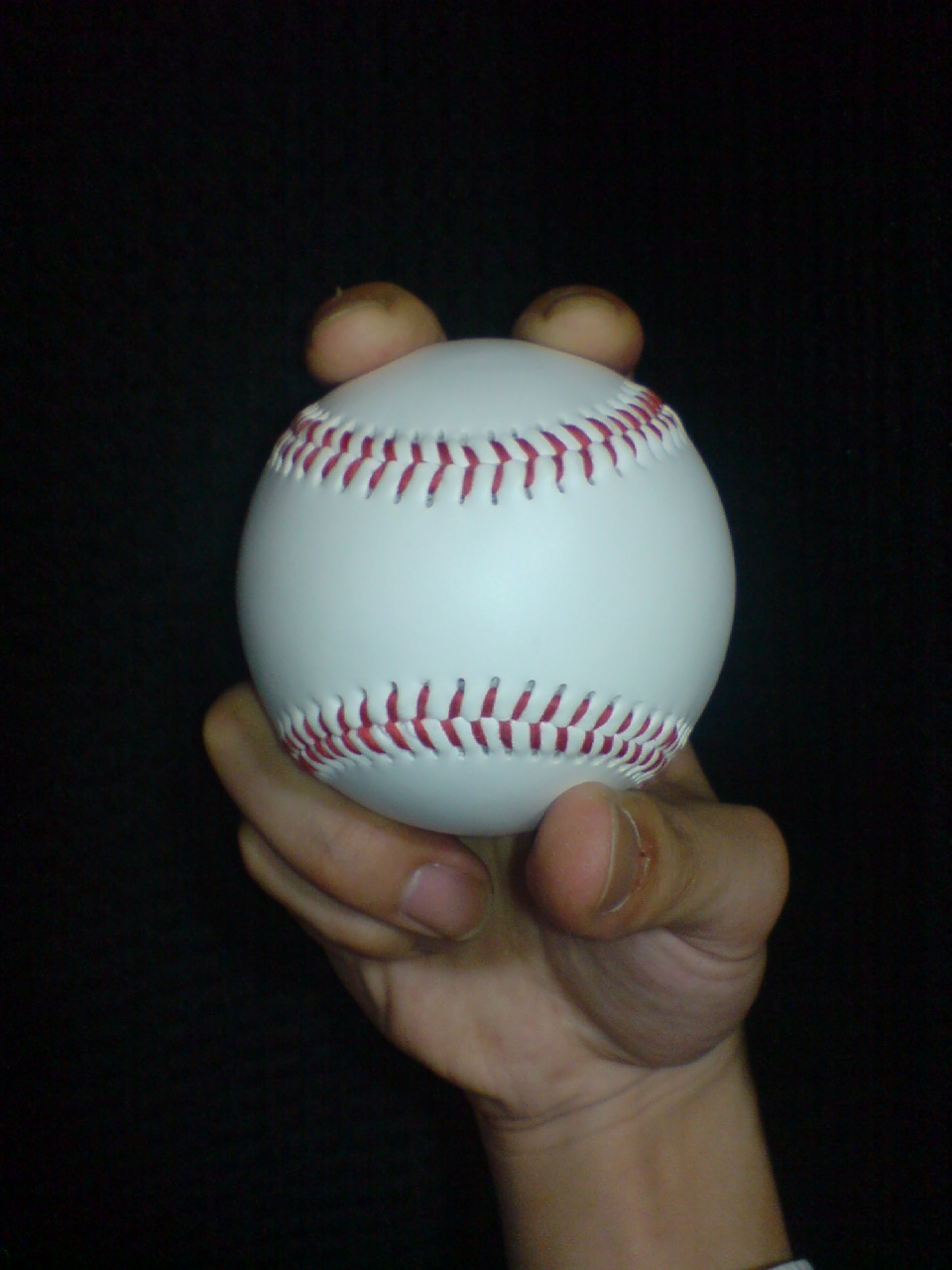
투심 속구의 공 잡는 법

투심 속구(Two-seam fastball)는 속구의 일종으로, 검지와 중지를 공에 있는 두 개의 실밥에 나란히 걸쳐 잡고 던지는 투구법을 말하며 마티(마틴 고든 디메리트) 전 삼성 코치가 국내에 선보였다.

## 특징
1. 주의 사항은 포심패스트볼과 같이 긁어주나 검지를 좀더 강하게 긁는 느낌으로 던지므로 평소 포심패스트볼을 던질 때보다 검지를 강하게 실밥을 긁어주는 게 특징이다.
2. 투심패스트볼의 특징은 공이 날아올 때 공의 "역회전"이 있다. 테일링 패스트볼의 궤적과 비슷하지만 회전축이 좀 더 기울어져 날아간다. 그러면서 역회전성 패스트볼의 움직임을 볼 수 있다.
3.투심패스트볼은 손목을 사용하지 않아 부상의 위험이 적고 구속이 빠르기 때문에 제 2의 속구로 투심을 선택하는 것도 좋은 방법이다.

## 주요 선수
메이저 리그에서는 그렉 매덕스, 스티븐 스트라스버그, 박찬호 선수 등이 투심을 잘 던졌다. KBO 리그에서는 임창용, 박희수, 김선우, 이형범 등이 투심을 잘 던졌다.
1. ↑  김화균 (1991년 1월 25일). “빙그레 마운드수술 頂上(정상)나래 편다”. 경향신문. 2021년 8월 12일에 확인함.